# Andrachne microphylla
Andrachne microphylla là một loài thực vật có hoa trong họ Diệp hạ châu. Loài này được (Lam.) Baill. mô tả khoa học đầu tiên năm 1858.